# جایزه آکوتاگاوا

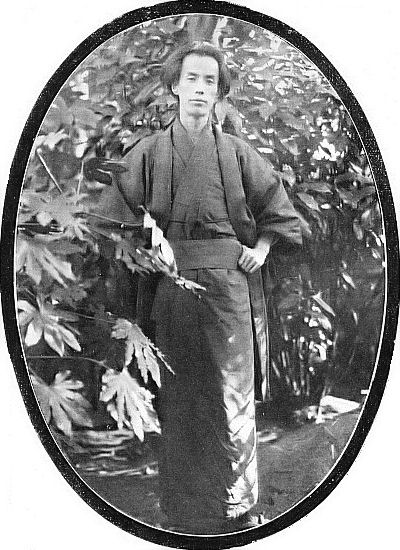
Ryunosuke Akutagawa

جایزه آکوتاگاوا (به ژاپنی: 芥川龍之介賞) جایزه ادبی ژاپنی است که سالی دو بار از ۱۹۳۵ به یاد ریونوسوکه آکوتاگاوا داستان کوتاه نویس معروف ژاپنی اهدا می‌شود.
از معروف‌ترین برندگان این جایزه می‌توان به کوبو آبه (۱۹۵۱) و کنزابورو اوئه (۱۹۵۸) اشاره کرد.